# 예브게니 솁추크
예브게니 바실리예비치 솁추크(러시아어: Евге́ний Васи́льевич Шевчу́к, 몰도바어(키릴 문자):Евгений Васильевичи Шевчук, 루마니아어: Eugen Vasilievici Șevciuk, 우크라이나어: Євген Васильович Шевчук; 1968년 6월 19일 ~ )는 트란스니스트리아의 정치인이자 트란스니스트리아의 제2대 대통령이다.

## 생애
1968년 몰도바 소비에트 사회주의 공화국 르브니차(오늘의 트란스니스트리아)에서 우크라이나계 근무자 가족에서 태어났다. 1982년부터 1991년까지 전소비에트 연방 레닌 공산청년동맹 회원으로 활동했으며 1985년 리브니차 제2중등학교를 졸업했다. 2015년 외무장관이던 니나 쉬탄스키와 결혼했다.